# Glutamatdehydrogenas
Glutamatdehydrogenas är ett enzym som katalyserar reaktioner i metabolismen av glutamat. Enzymet omvandlar glutamat till alfa-ketoglutarat, varpå ammoniak, NH3 spjälkas av, vilket även kallas för oxidativ deaminering. Reaktionen är reversibel, men den motsatta reaktionen sker enbart under förhållanden med höga ammoniaknivåer. Enzymet kan utnyttja både NAD+ och NADP+ som kofaktor i sin reaktionsmekanism, beroende på i vilken riktning reaktioner sker. Detta är en ovanlig företeelse i kroppens metabolism.. Då NADPH oftast tillför elektroner till enzymer som katalyserar anabola reaktioner och NADH reducerar katabola reaktioner.
<chem>{Glutamat} + NAD+ ->[Glutamatdehydrogenas]{\alpha-ketoglutarat} + NADH{} + NH3</chem>

<chem>{\alpha-ketoglutarat} + NH3 + NADPH ->[Glutamatdehydrogenas] {Glutamat} + NADP+</chem>
Till skillnad från transamineringsreaktioner som överför aminogrupper, resulterar oxidativ deaminering i frigörelse av aminogruppen som fri ammoniak.
Reaktionerna katalyserade av glutamatdehydrogenas sker främst i lever och njure och bidrar med α-ketosyror som kan gå in i centrala metabola vägar för energi och ammoniak, vilket är en källa till kväve i hepatisk ureasyntes.
Blodnivåer av glutamatdehydrogenas kan användas som diagnostiskt test på leverfunktion där förhöjda blodvärden tyder på leverskada.

## Strukturformler

Glutamat
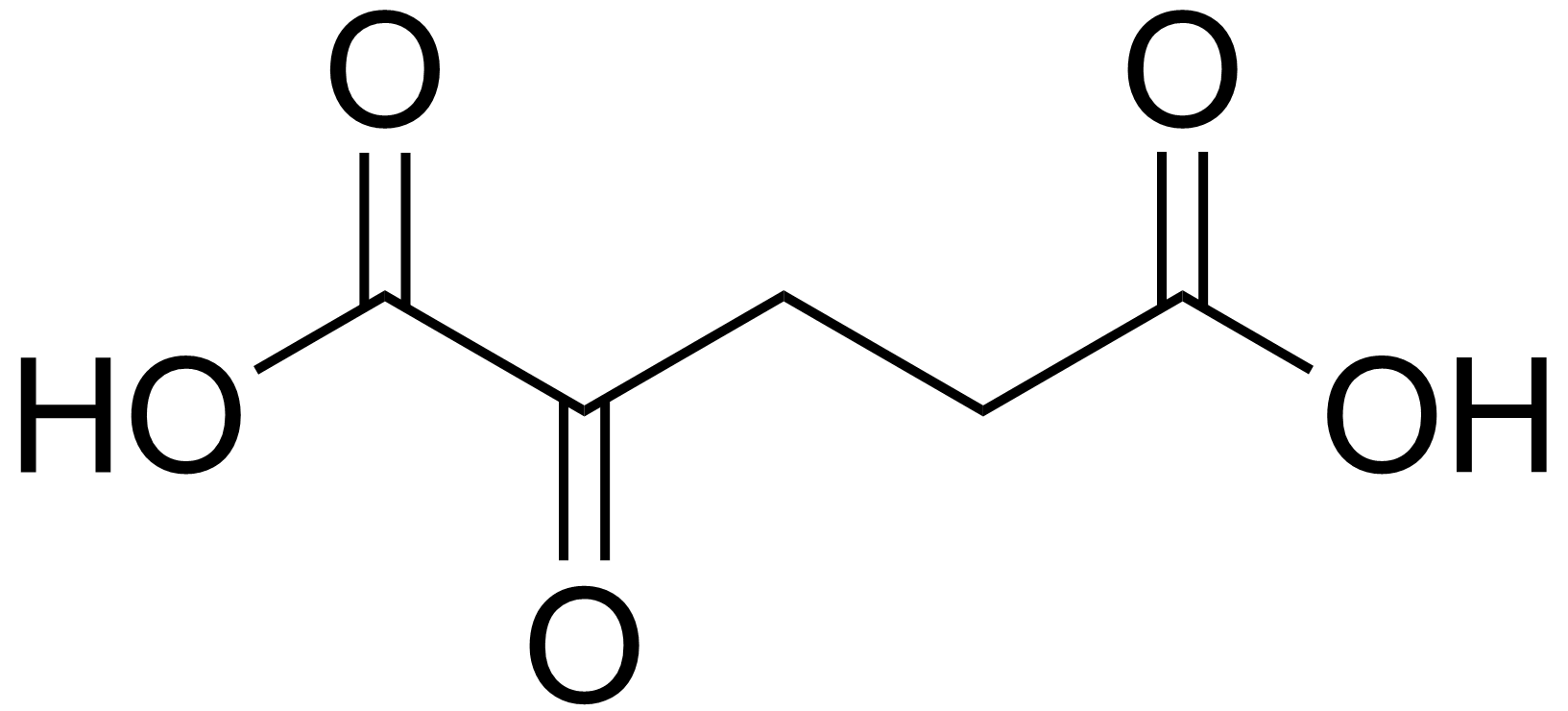
Alfa-ketoglutarat